# Ascidia mentula
Ascidia mentula is een zakpijpensoort uit de familie van de Ascidiidae. De wetenschappelijke naam van de soort werd in in 1776 voor het eerst geldig gepubliceerd door de Deense zoöloog Otto Friedrich Müller.

## Beschrijving
Ascidia mentula is een grote solitaire zakpijp die 5 tot 18 cm lang kan worden. Het langwerpige lichaam is meestal glad, vaak met lage ronde zwellingen. De mantel is dik, kraakbeenachtig en doorschijnend rood, roze of soms olijfgroen, hoewel het grijs kan zijn in diepere wateren met weinig licht. In tegenstelling tot de meeste zakpijpen die zich aan de basis hechten is deze soort is meestal aan de linkerkant aan het substraat bevestigd. De sifo's zijn onopvallend met kleine lobben die vaak witte banden of vlekken hebben. De instroom (orale) sifo bevindt zich aan het uiteinde en de uitstroom (atriale) sifo bevindt zich half tot driekwart van het lichaam en kan verborgen zijn door afval en korstvormende gezwellen. De orale sifon is omgeven door maximaal 100 vertakte tentakels.

## Biologie
Ascidia mentula voedt zich met plankton dat de soort met een slijmvlies uit het zeewater filtert. Een klein tweekleppig weekdier (Modiolarca tumida) leeft vaak in de lichaamsholte van de mantel, die ook kan worden ingenomen door een kleine erwtenkrab (Pinnotheres pinnotheres) en een roeipootkreeftje (Notopterophorus papilio).
De voortplanting vindt voornamelijk in de zomer plaats. De bevruchting is extern en de uit de bevruchte eieren komen kikkervisjesachtige larven. Deze brengen een korte tijd door in het plankton voordat ze zich definitief op de zeebodem vestigen, een metamorfose ondergaan en volwassen zakpijpen worden.

## Verspreiding
Ascidia mentula wordt gevonden in het noordoosten van de Atlantische Oceaan, de Middellandse Zee en de Zwarte Zee. Het komt voor rond de kusten van Groot-Brittannië, maar wordt zelden gezien aan de oostkust van Engeland of Schotland. Deze zakpijpensoort is te vinden op de lagere kust tot 2300 meter diepte. Vaak zijn te vinden in schaduwrijke geulen en spleten op de rotsachtige kust en bevestigd aan Laminaria-soorten, maar ook op grote schelpen en stenen op zand en modder. Deze soort verdraagt zoutgehaltes tot 20 psu.